# Paul Ready
Paul Ready, né en 1977, est un acteur britannique né à Birmingham.

## Filmographie

### Cinéma
- 1995 : Des anges et des insectes (Angels and Insects) de Philip Haas : Tom
- 2000 : Maybe Baby ou Comment les Anglais se reproduisent de Ben Elton : l'étudiant en médecine
- 2005 : The Last Hangman d'Adrian Shergold : Anthony David Farrow
- 2008 : The Gravity of Belief (court-métrage) : M. Bumpkin
- 2010 : National Theatre Live : Le Bel Air de Londres : Charles Courtly
- 2012 : Private Peaceful (en) de Pat O'Connor : Capitaine Wilkins
- 2017 : La Mort de Staline (The Death of Stalin) d'Armando Iannucci : l'agent Delov du NKVD
- 2021 : The Dig de Simon Stone : James Reid Moir
- 2023 : Agent Stone (Heart of Stone) de Tom Harper : Bailey
- 2024 : Le Clan des bêtes (Bring Them Down) de Christopher Andrews : Gary

### Télévision
- 2000 : Doctors : Terry Hyde (1 épisode)
- 2001 : La Princesse des voleurs : un servant
- 2001 : Hercule Poirot : William (1 épisode)
- 2002 : Heartbeat : Henry Harrison (1 épisode)
- 2002 : Tipping the Velvet : Renter Alice (1 épisode)
- 2002 : Jeffrey Archer: The Trut : Paul McCartney
- 2004 : Life Begins : Mark (1 épisode)
- 2004 : Blackpool : Will (1 épisode)
- 2005 : Twisted Tales : Phil (1 épisode)
- 2005 : Born and Bred : Abel Marl (1 épisode)
- 2005 : Scotland Yard, crimes sur la Tamise : Harry Cranley (1 épisode)
- 2006 : Holby City : Leon Harris (1 épisode)
- 2006 : Dresde 1945,chronique d'un amour : William
- 2008 : Pulling : Mike (1 épisode)
- 2009 : Doc Martin : Dr Milligan (1 épisode)
- 2011 : Silk : Tony Paddick (1 épisode)
- 2013 : Ripper Street : Frederick Treves (2 épisodes)
- 2013 : Tunnel : Benji Robertson (3 épisodes)
- 2013-2014 : Utopia : Lee (7 épisodes)
- 2015 : Cuffs
- 2016 : Témoin à charge : Tripp
- 2018 : The Terror : Docteur Henry Goodsir
- 2018 : Bodyguard
- 2019 : MotherFatherSon : Nick Caplan
- 2024 : A Gentleman in Moscow : le prince Nikolai Petrov